# 稲田龍樹
稲田 龍樹（いなだ たつき）は、日本の裁判官、弁護士。東京高等裁判所部総括判事や、学習院大学法科大学院教授、学習院大学法務研究所長等を歴任した。

## 人物・経歴
東京都出身。1969年中央大学法学部卒業、司法修習生。1971年裁判官任官。東京地方裁判所判事、青森地方裁判所判事、大阪地方裁判所判事、大阪高等裁判所判事、横浜地方裁判所横須賀支部判事、名古屋地方裁判所部総括判事、東京家庭裁判所部総括判事等を経て、2002年札幌家庭裁判所長。2004年千葉家庭裁判所長。2006年横浜家庭裁判所長。2008年東京高等裁判所部総括判事。2011年学習院大学法科大学院教授。2013年学習院大学法科大学院法務研究所長。2016年虎ノ門法律経済事務所弁護士。2017年春の叙勲で瑞宝重光章受章。

## 編著
- 『東アジア家族法における当事者間の合意を考える : 歴史的背景から子の最善の利益をめざす家事調停まで』勁草書房 2017年